# Agenarich
Agenarich (auch Serapio, lat. Agenarichus) war ein alamannischer Gaukönig im 4. Jahrhundert. Er war ein Sohn des Mederich und Neffe des Chnodomar.
Der Name Agenarich bildet sich aus den althochdeutschen Namensteilen egin (Schwert) und rihhi (Herrschaft, Herkunft, mächtig, reich, Fürst).
Der römische Historiker Ammianus Marcellinus, unsere wichtigste Quelle, schreibt über Agenarich:
„Seinen Namen hatte er daher, dass sein Vater Mederich lange als Geisel in Gallien festgehalten, dort in griechische Geheimlehren eingeführt worden war und seinen Sohn, der eigentlich Agenarich hieß, nach dem Gott Serapis in Serapio umbenannt hatte.“ (Ammianus 16,12)
357 führte Agenarich zusammen mit seinem Onkel Chnodomar ein alamannisches Heer in die verlustreiche Schlacht von Argentoratum bei Straßburg gegen das römische Heer unter dem Caesar Julian.